# Rio Laranjal (vattendrag i Brasilien)
Rio Laranjal är ett vattendrag i Brasilien.   Det ligger i delstaten São Paulo, i den sydöstra delen av landet, 800 km söder om huvudstaden Brasília.
Omgivningarna runt Rio Laranjal är huvudsakligen savann. Runt Rio Laranjal är det ganska tätbefolkat, med 90 invånare per kvadratkilometer.